# Саклыкент
Национальный парк Саклыкент (тур. Saklıkent Millî Parkı) расположен в провинции Мугла, в 50 км от города Фетхие (Турция). С юга сюда можно добраться по дороге из деревни Паламут, которая пересекается с дорогой Калкан — Ешилова, а с севера по трассе Фетхие — Кемер. Каньон Саклыкент, высота которого составляет около 1000 метров и по которому протекает река Эшен, отличается дикой естественной красотой.
Состоит национальный парк из каньона, который за свои размеры получил известность на весь мир. Каньон Саклыкент признан самым длинным и глубоким каньоном Турции и вторым по величине каньоном в Европе. Его длина составляет 18 километров, а высота на разных участках достигает до 1000 метров. На всем своем пути имеет естественной красоты крутые завораживающие скалы, несколько живописных водопадов и 16 пещер. Разница высот между входом в ущелье и выходом из него составляет 720 метров!
Национальный парк Саклыкент был основан в 1996 году. Это дикая природа Турции и уникальный центр туризма для любителей треккинга, альпинизма и пикников. Его площадь составляет 12 390 гектаров, а само слово «Саклыкент» в переводе с турецкого означает — «скрытый город».
И зимой и летом река течет тут с такой силой, что двигаться против течения просто невозможно. Над рекой построены деревянные мостики, опирающиеся на стены каньона. В лесу, расположенном вокруг каньона, растут кустарники и сосны. Немного выше расположено пастбище Актар, что привлекает внимание луковыми лугами. Анталия знаменита своими пастбищами. Летом большинство местных жителей переселяются на пастбища. Курорт Саклыкент — один из важных центров.
Рядом находится «Якапарк» — питомник по разведению форели, на вид же — очень красивый парк с множеством причудливых водопадов, цветущими аллеями, старыми раскидистыми деревьями и водоемами, в которых водится форель.

## Галерея

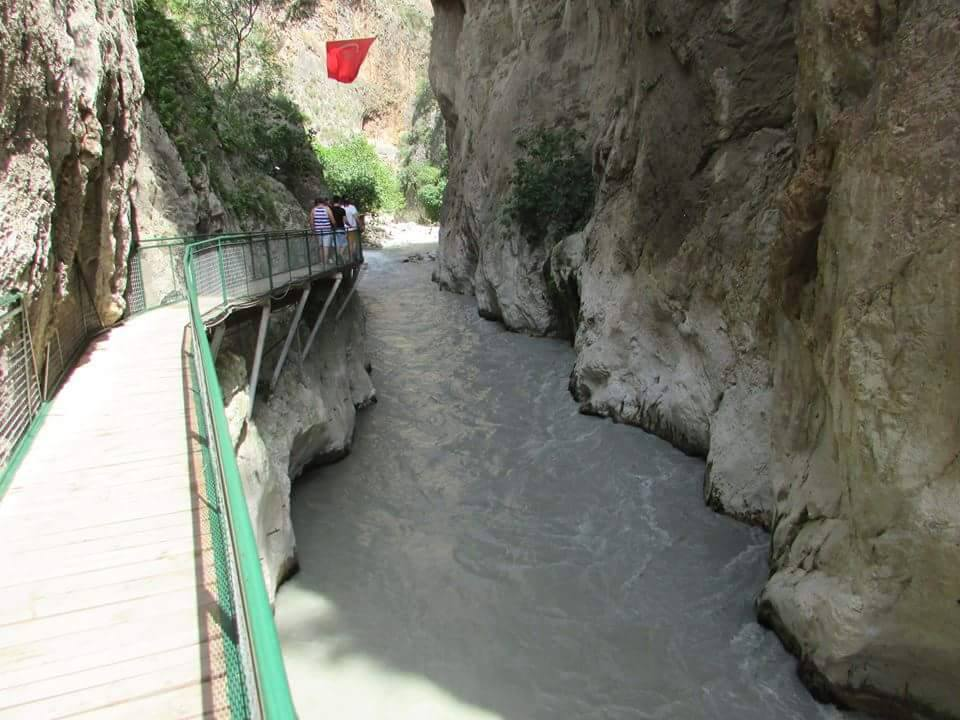
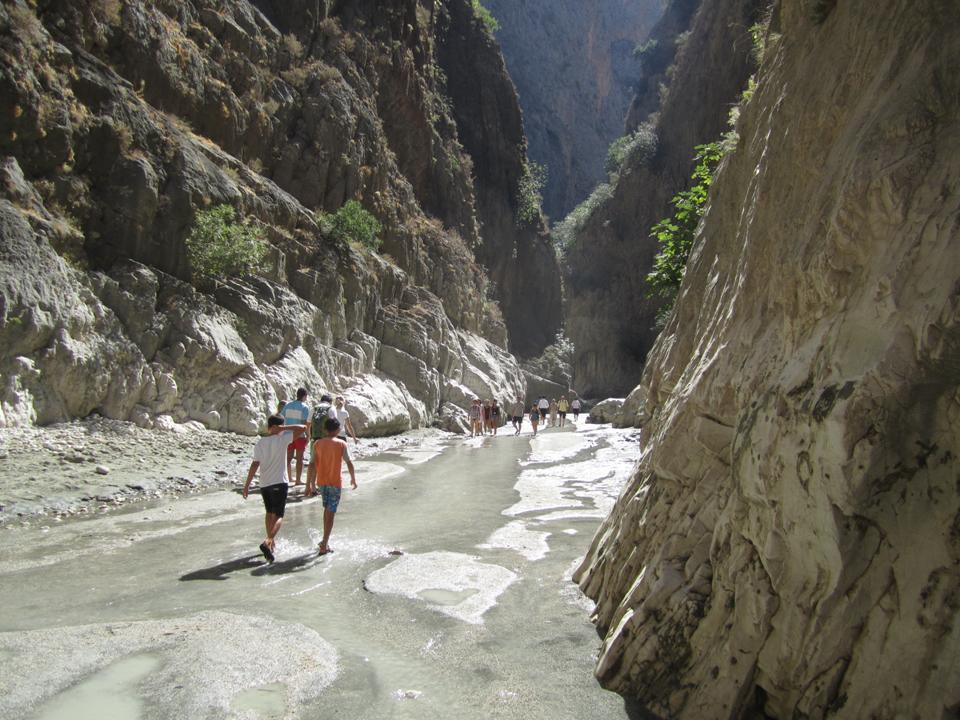
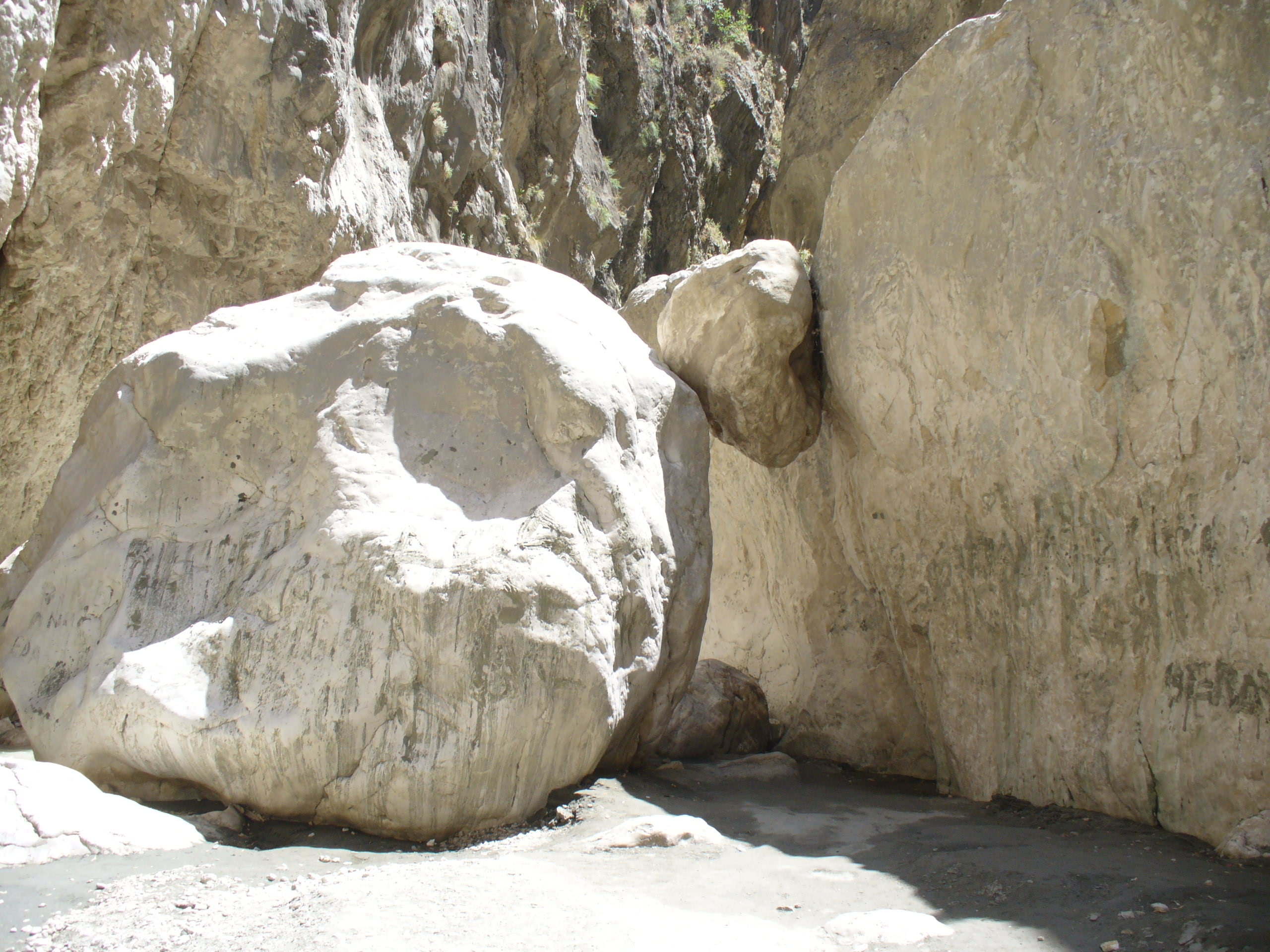
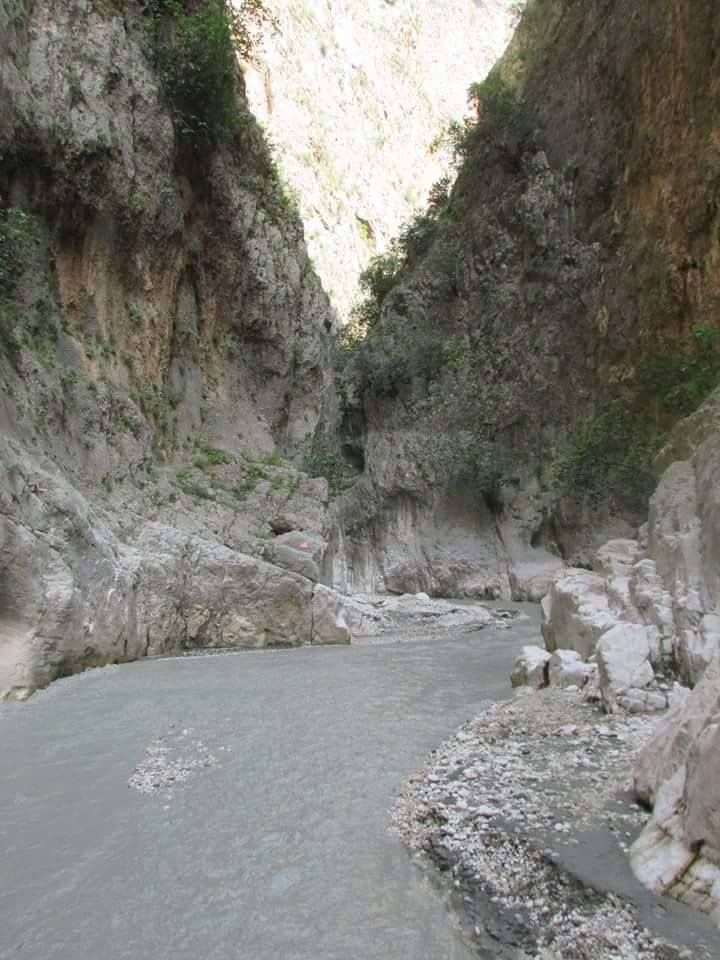
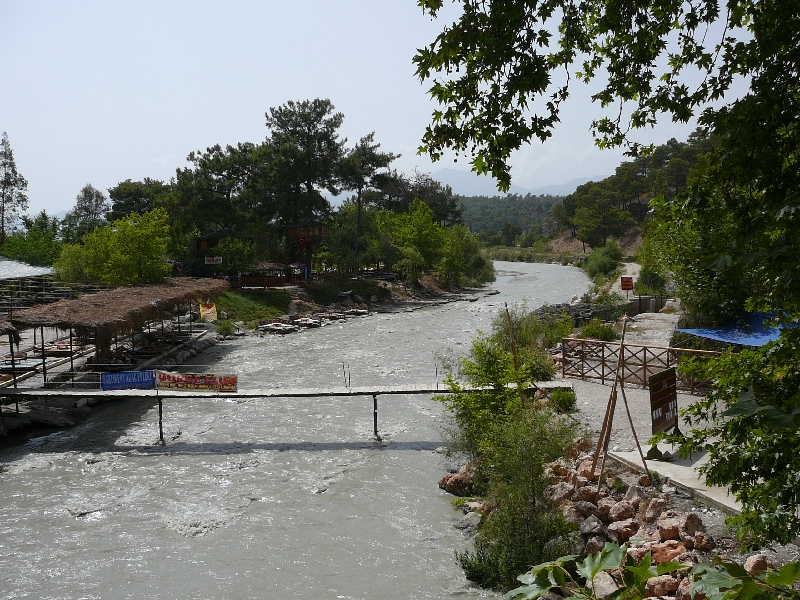
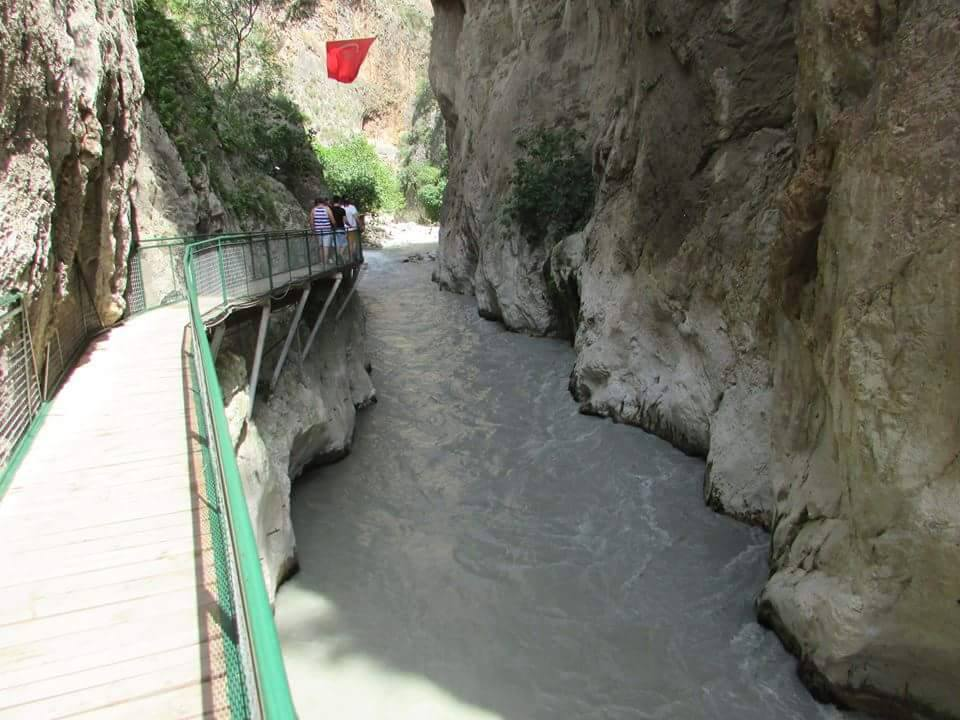
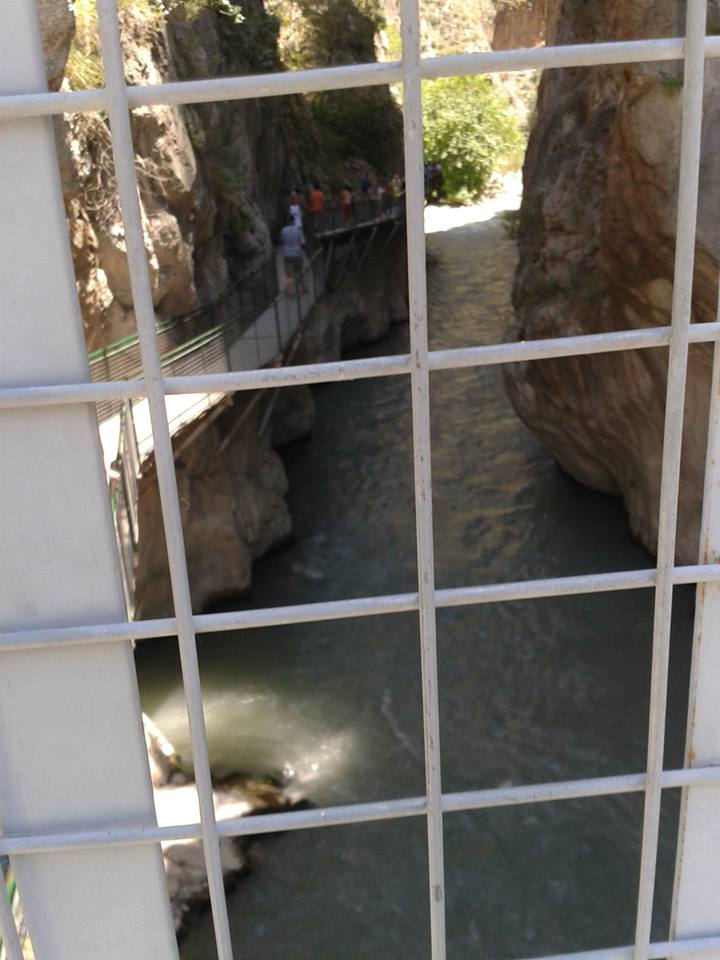
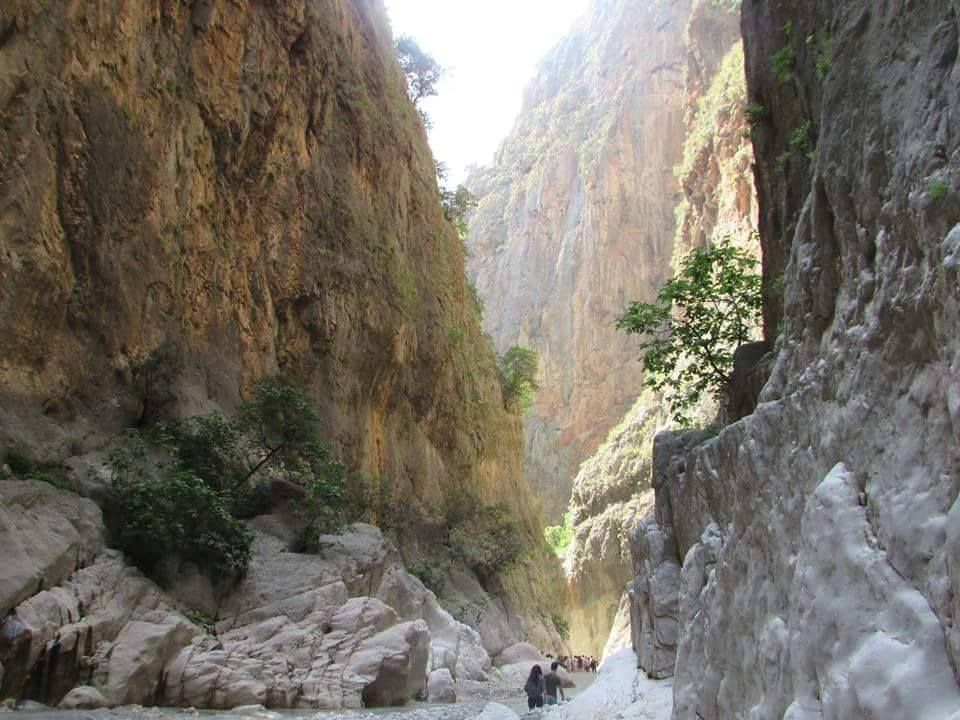